# アニメワン
アニメワンは、NECビッグローブが運営していたパソコン・携帯電話端末向けのアニメ動画配信サービスである。
NECビッグローブは、かねてからニュース、スポーツ（サッカー・ゴルフ・格闘技など）、グラビアアイドル、映画、ドラマ、バラエティなどを「BIGLOBEストリーム」（ビッグローブストリーム）で配信していたが、アニメ作品のラインナップやサービスを強化するため、2009年4月9日にコンテンツを分離して本サイトが開設された。
2013年9月30日をもって全サービスが終了され、BIGLOBEにおけるアニメ動画配信サービスは楽天が運営するShowTimeへ移管された。

## 主なサービス内容
動画配信
原則として、テレビ放送と連動した1週間は無料、それ以降は有料で配信を行う。期間限定で複数のエピソードを無料で配信することもある。
権利者から配信権を取得し、自ら確保したインフラを利用した動画配信を行っていたが、2012年9月27日をもって終了した。それ以降はバンダイチャンネルが配信を行っている作品について、無料視聴エピソードの提供およびアニメワン決済を利用して視聴するサービスを提供している。
マイページ
会員になることで、視聴した作品を登録する「見たログ」や「お気に入り」、放送日時を一覧化する「my番組表」といった機能を利用できるようになる（これらは後述するランキング企画で順位を決定するデータとなる）。
声優
「アニメマッチング度診断」というポータルページから、前述の「見たログ」や「お気に入り」に登録した作品をもとにした相性を測定することができる。また、声優ごとに出演した作品を一覧で確認したり、ブログ（RSSリーダーにより取得）やTwitterアカウントのリンクも公開されている。
アバター

会員登録を行うと、全てのユーザーに「セルフィ」というアバターが与えられ、運営元のジークレストによるコミュニティサイト「セルフィタウン」が利用できるようになる。
装飾品などのアイテムを購入には「Gコイン」という架空の金銭を使った独自の課金システムを利用する。
その他
サイト内で扱っている作品に関する賞品を検索・購入することができる（購入はAmazon.co.jpを介して行う）。また、おおむねテレビ番組の改編期ごとに様々なテーマのランキング企画が行われており、外部のニュースサイトで取り上げられることも多い（過去のランキングデータは「特集」のページから閲覧可能）。

### 決済方法
クレジットカードによる決済は「BIGLOBE決済」、「@nifty決済」から可能である。
- BIGLOBE決済
- @nifty決済（有料動画の視聴時のみ）
- BitCash
- WebMoney
- OCNペイオン
- ドコモケータイ払い（ドコモユーザーのみ）
- S!まとめて支払い（ソフトバンクモバイルユーザーのみ）

## 主な配信番組
- ハイスクール!奇面組
- 砂ぼうず
- 神世紀伝マーズ
- 舞-乙HiME
- すもももももも 地上最強のヨメ
- 無敵看板娘
- 女子高生 GIRL'S-HIGH
- ぽかぽか森のラスカル
- 大魔法峠
- コードギアス 反逆のルルーシュ シリーズ（ラジオシリーズも含む）
- 世界名作劇場[7]
  - レ・ミゼラブル 少女コゼット
  - ポルフィの長い旅
- もえたん
- ぽてまよ
- ルパン三世
- 金田一少年の事件簿
- ジパング

### BIGLOBEストリームの主な配信番組
- ウェザーニュース
- 将棋ニュースプラス
- 三船美佳のずぼらぼ ズボラ生活研究所
- THE 鈴木タイムラー
- 19borders
- 週刊Music EX